# The Happy Mess
The Happy Mess è un gruppo musicale portoghese formato nel 2011 dal cantante e chitarrista Miguel Ribeiro, dalla cantante e tastierista Joana Duarte, dal chitarrista Zé Vieira, dal bassista João Pascoal, dal tastierista Alfonso Carvalho e dal batterista Hugo Azevedo.

## Storia del gruppo
Il gruppo ha iniziato a pubblicare musica nel 2011 con l'uscita dell'EP October Sessions. Tre anni dopo è uscito l'album di debutto Songs from the Backyard. Nel 2015 il secondo album Half Fiction ha regalato loro il loro primo ingresso nella classifica di vendite portoghese entrando al 20º posto, battuto nel 2018 dall'album successivo Dear Future, che ha raggiunto la 14ª posizione. Nella loro carriera The Happy Mess si sono esibiti su palchi sia nazionali, realizzando tournée in Portogallo, sia internazionali, come il festival Eurosonic nei Paesi Bassi. Nel gennaio 2023 sono stati confermati fra i 20 partecipanti al Festival da Canção, rassegna utilizzata per selezionare il rappresentante del Portogallo all'Eurovision Song Contest. Hanno presentato l'inedito O impossível, senza riuscire a classificarsi per la finale.

## Formazione
- Miguel Ribeiro – voce, chitarra
- Joana Duarte – voce, sintetizzatore
- Zé Vieira – chitarra
- João Pascoal – basso
- Afonso Carvalho – tastiere
- Hugo Azevedo – batteria
- Rui Manuel Costa - Piano, Sintetizzatore

## Discografia

### Album in studio
- 2013 – Songs from the Backyard
- 2015 – Half Fiction
- 2018 – Dear Future
- 2021 – Jardim da Parada

### EP
- 2011 – October Sessions

### Singoli
- 2012 – Morning Sun
- 2013 – Backyard Girl
- 2013 – Homeland
- 2015 – The Invisible Boy
- 2016 – Revolução ao espelho
- 2017 – Love Is a Strange Thing
- 2018 – Waltz for Lovers (feat. Rita Redshoes)
- 2018 – Long Goodbye
- 2021 – Perder o pé
- 2021 – Nadar de costas
- 2021 – Alguma coisa va mudar